# Сиједац
Сиједац је насељено мјесто у граду Горажду, Босна и Херцеговина.

## Становништво
|         | 2013.      | 1991.        | 1981.         | 1971.         |
| Укупно  | 5 (100,0%) | 55 (100,0%)  | 125 (100,0%)  | 115 (100,0%)  |
| Бошњаци | 5 (100,0%) | 54 (98,18%)1 | 125 (100,0%)1 | 115 (100,0%)1 |
| Остали  | –          | 1 (1,818%)   | –             | –             |

1. 1 На пописима од 1971. до 1991. Бошњаци су пописивани углавном као Муслимани.